# Distribución de la renta
La distribución de la renta, también referida como el reparto de la riqueza, es la manera en que se distribuyen los recursos materiales fruto de la actividad económica en los distintos estratos socioeconómicos. La teoría económica y la política económica se han preocupado tradicionalmente por los ingresos y su distribución. Una desigual distribución de los ingresos causa desigualdad económica, la cual es motivo de preocupación en casi todos los países del mundo.
En general, dicha distribución de los ingresos es independiente de cómo éstos se obtengan, su reparto no es necesariamente igual, pues existe una desigualdad de ingreso.
Al conjunto de medidas, políticas y fiscales, dirigidas a reducir las desigualdades económicas en un país se lo conoce como redistribución de la riqueza.

## Distribución nacional de la renta
Para calcular la desigualdad económica a través de la distribución de la renta (o distribución del ingreso) se usan los siguientes puntos:
- Análisis: Esta distribución puede ser analizada con diferentes enfoques: a) Geográfico-espacial: mide las diferencias de renta entre los habitantes de diversas regiones; b) Distribución funcional: mide las diferencias entre los estamentos productivos: industria-agricultura- servicios, trabajo-capital.

Curva de Lorenz: el área de a mide el coeficiente de Gini.

- Medida: La herramienta usada para medir la distribución del ingreso es la curva de Lorenz. En ella, se colocan en el eje de abscisas la cantidad de población ordenada por su renta, y en el de ordenadas la renta. La situación ideal sería una línea recta, que indicaría la igualdad de reparto. Por ende, cuanto mayor sea el semicírculo que separa la curva de la recta, mayor es la desigualdad. Esta área se llama área de concentración, y se mide con el Coeficiente de Gini, que oscila entre 0 y 1: 0 indica la máxima distribución y 1 la máxima concentración.
- Impacto social: En el sistema neoliberal existe una pugna ideológica respecto a si el mercado puede regularse solo y distribuir de manera equilibrada la riqueza de un país o si deben intervenir agentes externos a él, es decir si el Estado debe dictar sus normas. Detrás de esta discusión está la desigualdad social, que en ciertos países es un tema sensible en la relación entre las élites y el resto de la población. El neoliberalismo radical postulará que el Estado debe desentenderse totalmente de la actividad empresarial y servir sólo como garante de estabilidad. El socialismo renovado y sectores de centro forman parte de un neoliberalismo más templado que promueve un Estado más preocupado de temas sociales, pero sin abandonar la ideología del liberalismo contemporáneo.

Existe consenso, a pesar del fuerte tenor de las discusiones al respecto, en que la educación es un factor de relevancia extraordinaria para promover la movilidad social y con esto, superar gradualmente la desigualdad. En cuanto a los aspectos importantes de la distribución de la renta nacional hay tres enfoques de estudio sobre distribución de la renta:
- Distribución funcional: Asignación de rentas a los factores (trabajo y capital) que intervienen en los procesos de producción. En muchos países occidentales en las últimas tres décadas (1980-2010) el peso de las rentas de capital ha aumentado respecto a las rentas del trabajo, y existe un cierto debate sobre las razones de esos cambios en la distribución funcional.
- Distribución personal: Reparto de la renta entre los individuos y las familias, sin tener en cuenta el origen de los ingresos.
- Distribución espacial: Distribución en el territorio de un país de la renta, y así como el estudio de la existencia o no de convergencia en renta de las diferentes regiones de un mismo país.

### Influencia de las políticas económicas

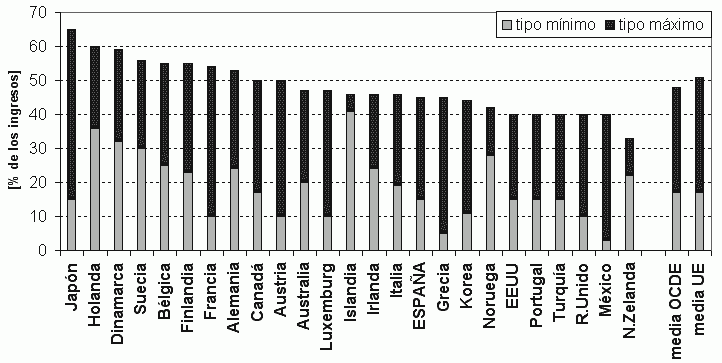
Tipos impostivos máximos y mínimos en los países de la OCDE en 2005.

Entre los países del mundo existe una correlación clara entre la desigualdad de la renta, el nivel de impuestos existente y el tipo de política fiscal de los gobiernos. En los países más desiguales tienden a existir pocos impuestos y estos frecuentemente son poco progresivos[cita requerida]. 
Tradicionalmente las tesis socialdemócratas y socialistas, sostienen que un sistema capitalista liberal puro el reparto desnivelado tendría base en la prevalencia del lucro sobre los medios de producción privados por lo que surge una situación de antagonismo y conflictividad social. Por otra parte, según las tesis tradicionales del neoliberalismo el Estado debe dejar de intervenir en todos o algunos asuntos económicos de sus ciudadanos y eliminar políticas de gasto público para que la desregulación y la flexibilidad del mercado permita el progreso libre de los ciudadanos. Sin embargo otras escuelas de económica insisten que la frecuencia con la que se presentan fallos de mercado hace muy conveniente un papel activo del Estado en la vigilancia, e incluso el desarrollo de ciertos sectores estratégicos.
Los liberales defienden precisamente la regulación adecuada de los mercados. A lo que se oponen es al intervencionismo estatal, pues provoca distorsiones en los mercados que acaban provocando paro e inflación.
En la mayoría de los países existen impuestos progresivos sobre el nivel de ingreso de los agentes económicos individuales que son el medio más común usado por los gobiernos para reducir la desigualdad en la distribución renta.

### Modelos de distribución de la renta

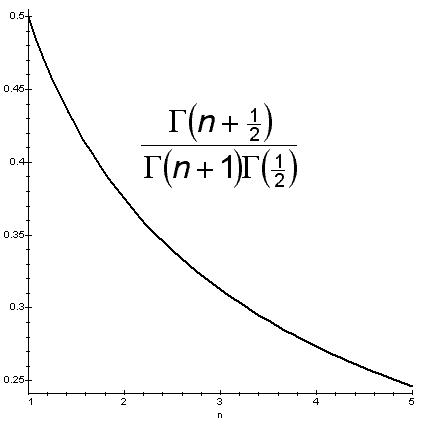
Índice de Gini para diferentes curvas de Lorenz asociadas a distribuciones gamma. El valor de n corresponde a cada distribución, mientras que el factor está relacionado con la renta media y no influye en el índice de Gini.

Una aproximación verosímil para la renta nacional es la distribución gamma:

{\displaystyle f_{r}(\rho )={\frac {\lambda ^{n}}{\Gamma (n)}}\rho ^{n-1}e^{-\lambda \rho }}

Donde el parámetro {\displaystyle \scriptstyle \lambda } está relacionado con la renta media mediante {\displaystyle \scriptstyle \lambda =n/R_{m}}. El Índice de Gini de esta distribución es una función sólo del exponente {\displaystyle \scriptstyle n}, esto puede verse calculando la curva de Lorenz {\displaystyle \scriptstyle R(P)} asociada a la distribución anterior y calculando el área bajo la misma:

{\displaystyle IG=1-2\int _{0}^{\infty }R(\rho ){\frac {dP(\rho )}{d\rho }}\ d\rho ={\begin{cases}\prod _{i=1}^{n}{\frac {2k-1}{2k}}&n\in \mathbb {N} \\{\frac {\Gamma (n+1/2)}{\Gamma (n+1)\Gamma (1/2)}}&n\notin \mathbb {N} \end{cases}}}

donde:
{\displaystyle P(r)=\int _{0}^{r}f_{r}(\rho )\ d\rho }, es la proporción de personas o unidades familiares con una renta inferior a un nivel de renta r.
{\displaystyle R(r)=\int _{0}^{r}\rho f_{r}(\rho )\ d\rho }, es la renta acumulada por las personas con una renta igual o inferior a un nivel r.
Como se puede ver el índice de Gini disminuye a medida que n aumenta. Para explicar la renta en la mayoría de países se requieren valores en el intervalo {\displaystyle \scriptstyle 1\leq n\leq 7}, para los cuales el índice de Gini va desde {\displaystyle \scriptstyle 0,50\geq IG_{n}\geq 0,21}.

### Teorías sobre la distribución de la riqueza
En las modernas economías capitalistas el nivel de renta promedio los países está ampliamente relacionado con la productividad y, por tanto, depende del grado de tecnología usado en la producción y la cantidad de capital físico empleado en la producción. En muchos países los incrementos de productividad han ido acompañados por una mejora en las condiciones de vida. Naturalmente otros factores geográficos y ambientales también tienen una influencia importante. En muchas zonas de África la malaria endémica reduce notablemente la esperanza de vida y los niveles de salud de la población.
Dentro de los países, existen además diferencias de ingreso importantes en diversos sectores de la economía. Así los trabajadores muy cualificados suelen tener sueldos notoriamente más altos que los no cualificados. Estas diferencias se consideran en gran parte una consecuencia de la teoría de la productividad marginal, que sugiere que el salario está relacionado con la productividad marginal. Sin embargo, los estudios empíricos muestran que factores extraeconómicos como la discriminación sexual, discriminación racial o religiosa tienen un impacto en diferencia de renta a través de dificultades de factores sociales, que alejan a diferentes grupos de personas de la igualdad de oportunidades.

## Distribución mundial de la renta
Desde mediados principios del siglo XIX Europa occidental y Norteamérica han sido históricamente las regiones con mayor ingreso del mundo y las que han concentrado mayores recursos. Durante el siglo XX otras regiones como Japón y en menor grado Corea del Sur y algunas áreas del sudeste asiático han alcanzado niveles también altos de desarrollo económico y altos ingresos per cápita. El resto de regiones han sufrido suertes desiguales, por ejemplo, América Latina en las últimas décadas ha sufrido un descenso relativo de ingreso, pero ha sido revertido y África central y meridional que partía de niveles de ingreso relativo altos en comparación otras regiones del tercer mundo ha visto empeorar su situación respecto al ingreso. La siguiente tabla contiene algunos datos comparativos. La tabla ha sido elaborada a partir de datos de Arrighi (1991, tablas II, III y IV) para el período 1938-1988 y Angus Maddison para el período 2000-2003:
|                              | 1938  | 1948  | 1960  | 1970  | 1980   | 1988   | 2000  | 2003  |
| ---------------------------- | ----- | ----- | ----- | ----- | ------ | ------ | ----- | ----- |
| "Primer mundo"               | 100%  | 100%  | 100%  | 100%  | 100%   | 100%   | 100%  | 100%  |
| Latinoamérica                | 19,5% | 14,4% | 16,7% | 15,5% | 19,8%  | 10,6%  | 25,3% | 24,0% |
| Oriente Medio y Norte África | __    | __    | 11,5% | 8,1%  | 11,1%  | 7,1%   | 18%   | 18,1% |
| Turquía y Egipto             | 14,9% | 13,0% | 12,8% | 7,7%  | 8,1%   | 5,6%   | 22,2% | 22,0% |
| África Occidental y Oriental | __    | __    | 3,6%  | 3,4%  | 4,7%   | 1,6%   | 4,2%  | 4,3%  |
| África central y meridional  | 25,2% | 18,3% | 10,5% | 11,3% | (n.d.) | 6,1%   | 7,2%  | 7,1%  |
| Asia meridional              | 8,2%  | 7,5%  | 3,6%  | 2,8%  | 4,6%   | 2,3%   | 9,5%  | 9,9%  |
| Sudeste Asiático             | __    | __    | 6,6%  | 3,8%  | 5,7%   | 3,7%   | 39,8% | 39,0% |
| Indonesia y Filipinas        | 6,0%  | __    | 6,4%  | 2,8%  | 4,6%   | 2,3%   | 13,2% | 13,7% |
| Japón                        | 20,7% | 14,5% | 23,2% | 52,1% | 76,3%  | 117,9% | 97,9% | 95,6% |
| Corea del Sur                | __    | __    | 7,7%  | 7,2%  | 12,7%  | 20,2%  | 65,0% | 70,9% |
| China                        | 4,1%  | __    | __    | __    | 2,5%   | 1,8%   | 15,9% | 21,6% |

1. "Primer mundo" incluye aquí a Estados Unidos, Canadá; Australia, Nueva Zelanda; Alemania, Austria, Suiza, Francia, Italia, España, Benelux, Escandinavia y Reino Unido.
2. Latinoamérica incluye aquí a Argentina, Bolivia, Brasil, Chile, Costa Rica, Colombia, Ecuador, El Salvador, Jamaica, México, Paraguay, Perú, República Dominicana, Uruguay y Venezuela.
3. Oriente Medio y Norte de África incluyen aquí a Argelia, Egipto, Libia, Sudán, Siria y Turquía.
4. África subsahariana occidental y oriental incluye aquí a Benín, Burkina Faso, Burundi, Camerún, Chad, Etiopía, Costa de Marfil, Kenia, Madagascar, Malaui, Malí, Mauritania, Mozambique, Níger, Nigeria, Ruanda, Senegal, Somalia, Tanzania.
5. África subsahariana central y meridional incluye aquí a Sudáfrica, Zaire, Zambia y Zimbawe.
6. Asia meridional incluye aquí a Bangladés, India, Pakistán y Sri Lanka.
7. Sudeste Asiático incluye aquí a Indonesia, Malasia, Filipinas, Tailandia y Singapur.